# Wola Duchacka (zajezdnia autobusowa)
Zajezdnia autobusowa Wola Duchacka – największa zajezdnia autobusowa w Krakowie. Mieści się przy ulicy Walerego Sławka w XI Dzielnicy Krakowa. Została oddana do użytku w 1980 roku. Po likwidacji zajezdni w Czyżynach w roku 1998 trafiła tu większość autobusów (głównie Ikarusy 280).

## Autobusy

### Obecnie eksploatowane przez zajezdnię
| Typ autobusu                                         | Rozpoczęcie eksploatacji                             | przewóz osób na wózkach                              | Liczba |
| ---------------------------------------------------- | ---------------------------------------------------- | ---------------------------------------------------- | ------ |
| Autosan M09LE                                        | 2012                                                 | przewóz osób na wózkach                              | 18     |
| Mercedes-Benz Conecto                                | 2018                                                 | przewóz osób na wózkach                              | 2      |
| Mercedes-Benz Conecto G                              | 2018                                                 | przewóz osób na wózkach                              | 4      |
| Mercedes-Benz O530 Citaro                            | 2011                                                 | przewóz osób na wózkach                              | 22     |
| Mercedes-Benz O530G Citaro                           | 2008                                                 | przewóz osób na wózkach                              | 14     |
| Solaris Urbino 8,9 LE electric                       | 2016                                                 | przewóz osób na wózkach                              | 4      |
| Solaris Urbino 12                                    | 2016                                                 | przewóz osób na wózkach                              | 16     |
| Solaris Urbino 12 electric                           | 2014                                                 | przewóz osób na wózkach                              | 32     |
| Solaris Urbino 12,9 Hybrid                           | 2018                                                 | przewóz osób na wózkach                              | 9      |
| Solaris Urbino 18                                    | 2011                                                 | przewóz osób na wózkach                              | 66     |
| Solaris Urbino 18 electric                           | 2017                                                 | przewóz osób na wózkach                              | 81     |
| Razem                                                | Razem                                                | Razem                                                | 268    |
| Udział autobusów niskopodłogowych i niskowejściowych | Udział autobusów niskopodłogowych i niskowejściowych | Udział autobusów niskopodłogowych i niskowejściowych | 100%   |

### Dawniej eksploatowane przez zajezdnię
| Typ pojazdu        | Rozpoczęcie eksploatacji | Zakończenie eksploatacji |
| ------------------ | ------------------------ | ------------------------ |
| Autosan H6-06      | 1996                     | 2005                     |
| Autosan H6-20      | 1997                     | 2005                     |
| Ikarus 280.26      | 1981                     | 2007                     |
| Jelcz 120M         | 1994                     | 2004                     |
| Jelcz M081MB       | 2005                     | 2018                     |
| Jelcz M083C Libero | 2008                     | 2018                     |
| Jelcz M11          | 1986                     | 2001                     |
| Jelcz M121M/4 CNG  | 2006                     | 2018                     |
| Jelcz M121MB       | 1996                     | 2018                     |
| Jelcz M181MB       | 1996                     | 2018                     |
| Jelcz M182MB       | 1998                     | 2012                     |
| MAN SG242          | 1997                     | 2001                     |
| Solaris Urbino 12  | 2009                     | 2011                     |